# Río Tercero
Río Tercero ist eine Stadt im zentralen Argentinien, gelegen im Zentrum der Provinz Córdoba. Sie hat 44.715 Einwohner und ist ein bedeutendes Industriezentrum.

## Lage
Río Tercero liegt am Río Ctalamochita, dessen spanischer Name Río Tercero der Stadt den Namen gab. Zehn Kilometer westlich der Stadt liegt der gleichnamige Stausee. Das Umland ist flach, es gehört zur feuchten Pampa und wird intensiv landwirtschaftlich genutzt.

## Geschichte
Gegründet wurde die Stadt offiziell 1913, auch wenn vorher bereits ein als Pueblo de la Media Luna bekanntes Dorf hier existierte. In der Anfangszeit hieß sie nach ihrem Gründer Modesto Acuña. Im Laufe der Zeit siedelten sich bedeutende Industrien an: so die Militärfabrik Río Tercero, die vor allem Waffen herstellte, und die petrochemische Petroquímica Río Tercero. Am 3. November 1995 gab es in der Militärfabrik starke Explosionen, die zur Zerstörung eines großen Teils der Fabrik führten und die Umwelt rings herum stark belasteten. Es steht beim jetzigen Stand der Ermittlungen beinahe fest, dass die Explosionen ein Brandanschlag waren, vermutlich um Unterlagen über illegale Waffenexporte der Regierung Carlos Menems (1989–99) zu vernichten.

## Sehenswürdigkeiten
Architektonisch interessante Bauwerke sind die Villa Elisa, eine Villa aus der Gründungszeit, und das im Zentrum gelegene Gebäude des Banco Provincia de Córdoba.

## Wirtschaft
Trotz des Unglücks in der Militärfabrik lebt die Stadt nach wie vor von der Industrie. Außerdem wird im Umland Landwirtschaft betrieben, angebaut werden insbesondere Sojabohnen, Sonnenblumen, Erdnüsse und Bohnen.

## Söhne und Töchter der Stadt
- Eduardo Angeloz (* 1931), Politiker (1983–1995 Gobernador der Provinz Córdoba)
- Oscar Galíndez (* 1971), Duathlet und Triathlet
- Claudio López (* 1974), Fußballspieler
- Pablo Prigioni (* 1977), Basketballspieler
- José María López (* 1983), Rennfahrer